# 반대수 그래프

가로축만 로그축인 반대수 그래프

세로축만 로그축인 반대수 그래프

과학과 공학에서 반대수 그래프(semi-log graph or semi-log plot)는 지수 함수 관계에 있는 데이터들을 나타내는 데 사용된다. 가로축 또는 세로축이 로그 스케일로 표현된다.
이 방법은 한 변수가 큰 폭으로 변하는 반면 다른 값은 작은 폭으로 변할 때 유용하다.
지진학자 찰스 릭터는 "로그 그래프는 마법의 도구다"라고 말했다.
{\displaystyle y=\lambda a^{\gamma x}}꼴의 모든 그래프는 반대수지에 그릴 경우 직선을 나타낸다. 양변에 로그를 취하면 다음과 같기 때문이다.
{\displaystyle \log _{a}y=\gamma x+\log _{a}\lambda }
log-lin은 세로축에 로그가 사용된 반대수 그래프를 말하며, lin-log는 가로축에 로그가 사용된 반대수 그래프를 말한다.
반대수지에서 격자 간격은 로그에 쓰이는 숫자가 아니라 로그값 자체에 비례한다. 즉 로그값을 계산한 다음에 lin-lin 격자에 그래프를 그린다고 생각하면 된다.

## 방정식
세로축이 로그축인 직선에 대한 방정식은
{\displaystyle \log _{10}(F(x))=mx+b}
{\displaystyle F(x)=10^{mx+b}=(10^{mx})(10^{b}).}

## 응용

### 물의 상태변화 그래프
물리학과 화학에서, 물을 포함한 다양한 물질의 상변화를 세로축이 압력에 대한 로그축, 가로축은 온도인 그래프로 나타낸다.

물의 Log-lin 압력–온도 상변화 그래프

### 2009년 돼지 인플루엔자 그래프

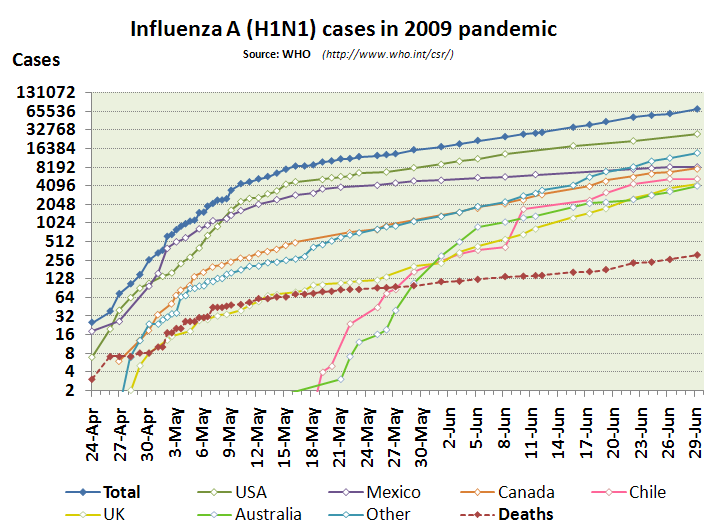
2009년 인플루엔자 범유행 당시 발병 수와 사망자 수 반대수 그래프. 세로축은 밑이 2인 로그축이다.

### 미생물 증가
생물학과 생명공학에서, 미생물 수의 무성생식에 의한 변화와 영양분 고갈은 보통 반대수지로 나타낸다. 시간을 독립변수, 세균 또는 미생물의 수 또는 질량을 종속변수인 로그축으로 나타내면 다음과 같다.

## 같이 보기
- 비선형 회귀